# 于文哲
于文哲（？—），中华人民共和国政治人物、外交官。

## 生平
于文哲曾在驻巴基斯坦大使馆、外交部干部司、外交部国际司任职。1997年，任常驻联合国代表团参赞。2001年，任监察部驻外交部监察局参赞，后升任副局长。2007年6月，出任中华人民共和国驻加纳大使。2010年8月，出任中华人民共和国驻圭亚那大使。2012年11月，自驻圭亚那大使离任。